# Каливия Варварас
Каливия Варварас (на гръцки: Καλύβια Βαρβάρας) е село в Република Гърция, част от дем Аристотел, област Централна Македония. Според преброяването от 2001 година селото има 63 жители.

## География
Селото е разположено в североизточната част на Халкидическия полуостров, на около 20 километра североизточно от Арнеа (Леригово).